# Tye Tribbett
Tyrone „Tye“ Tribbett III (* 26. Januar 1976 in Camden, New Jersey) ist ein US-amerikanischer Gospelmusiker. Ab 2006 war er mit Greater Anointing und ab 2010 solo erfolgreich. Er wurde dreimal mit einem Grammy Award im Bereich des Gospel ausgezeichnet.

## Biografie

### Anfänge und Greater Anointning
Der Vater von Tyrone Tribbett war Pastor der El Bethel Church der apostolischen Pfingstgemeinde von seiner Heimatstadt Camden in New Jersey. Die Mutter war Chorleiterin und für die Musik verantwortlich und war auch in den Bundesstaaten Philadelphia und New York aktiv. Von Kindheit an sang er im Chor und lernte Klavierspielen. Später spielte er mit Kirchenchören, zum Beispiel das Edwin Hawkins Music & Arts Seminar.
Mitte der 1990er gründete er mit Freunden Greater Anointing und trat mit selbstarrangierten Gospelsongs auf. 1996 gewannen die McDonald’s Gospel Choir Competition, weitere Wettbewerbssiege und Auszeichnungen folgten. Mit seinen energiegeladenen Auftritten gewannen sie viele Fans. 1998 machten sie als Begleitung von Mary Mary auf dem Filmsoundtrack von Der Prinz von Ägypten von sich reden. Ihr erstes Album Ideas & Concepts erschien zwei Jahre später in Eigenregie. Der bekannte Produzent David Foster holte sie schließlich als Tourbegleitung von Faith Hill und Tim McGraw. Sie begleiteten auch Don Henley auf Tour und machten Aufnahmen mit Will Smith, Usher, Justin Timberlake und Sting.
Sie unterschrieben bei Sony Music und unter dem Künstlernamen Tye Tribbett & G. A. erschien 2004 ihr erstes Labelalbum Life. Sie platzierten sich damit auf Platz 6 der Gospelcharts in den USA. Der endgültige Durchbruch kam zwei Jahre später mit Victory Live! Das Album kam auf Platz 1 im Gospelbereich und behauptete sich auch in den offiziellen Albumcharts. Der Titelsong Victory war ein Nummer-eins-Hit bei den Gospel-Radiostationen. Lied und Album brachten ihnen bei den Grammy Awards 2007 drei Nominierungen in den Gospelkategorien. Mit dem Album Stand Out kamen sie 2008 sogar in die Top 20 der offiziellen Charts und holten eine weitere Grammy-Nominierung.

### Solokarriere
Trotzdem beschloss Tribbett, danach ohne Begleitung weiterzumachen. Sein erstes Soloalbum Fresh erschien 2010 und obwohl er zum dritten Mal Platz 1 der Gospelcharts erreichte, war er nicht so erfolgreich wie zuvor mit Greater Anointning. Er wechselte das Label und ging zu Motown Gospel, bevor er sein nächstes Album in Angriff nahm. Greater Than kam 2013 heraus und war seine erfolgreichste Veröffentlichung. Neben Platz 1 im Gospelbereich schaffte er es in die Top 10 der offiziellen Charts. Es blieb auch nicht bei einer Grammy-Nominierung, er gewann 2014 die Auszeichnungen für das beste Gospelalbum und mit dem Lied If He Did It Before … Same God auch für den besten Gospelsong.
In den folgenden Jahren konzentrierte er sich mehr auf seine Auftritte und tourte ausgiebig. Außerdem nahm er sich eine persönliche Auszeit. Erst 2017 erschien das nächste Album The Bloody Win, das fünfte Nummer-eins-Gospelalbum in Folge, aber der erste Charttopper, der nicht in die offiziellen Charts kam. Auch danach stand er vermehrt auf der Bühne, unterbrochen durch die Coronazeit, in der er eine Reihe von EPs herausbrachte. Danach erschien 2022 das Album All Things New, mit dem er solo erstmals die Spitzenposition verfehlte. Es brachte ihm jedoch drei weitere Grammy-Nominierungen. Und die im Jahr darauf veröffentlichte Liveaufnahme des Albums von einem Konzert in Orlando verhalf ihm 2024 zu seinem dritten Trophäengewinn, dem zweiten in der Albumkategorie.

## Diskografie

### Alben
| Jahr                 | Titel                           | Höchstplatzierung, Gesamtwochen, AuszeichnungChartplatzierungen (Jahr, Titel, Platzierungen, Wochen, Auszeichnungen, Anmerkungen) | Höchstplatzierung, Gesamtwochen, AuszeichnungChartplatzierungen (Jahr, Titel, Platzierungen, Wochen, Auszeichnungen, Anmerkungen) | Anmerkungen |
| Jahr                 | Titel                           | US | Gospel | Anmerkungen |
| -------------------- | ------------------------------- | --- | --- | ----------- |
| Tye Tribbett & G. A. |                                 | | |             |
|                      |                                 | | |             |
| 2004                 | Life                            | — | Gospel6 (92 Wo.)Gospel |             |
| 2006                 | Victory Live!                   | US64 (16 Wo.)US | Gospel1 (84 Wo.)Gospel | Livealbum   |
| 2008                 | Stand Out                       | US16 (13 Wo.)US | Gospel1 (78 Wo.)Gospel |             |
| Tye Tribbett         |                                 | | |             |
|                      |                                 | | |             |
| 2010                 | Fresh                           | US60 (3 Wo.)US | Gospel1 (50 Wo.)Gospel |             |
| 2013                 | Greater Than                    | US9 (11 Wo.)US | Gospel1 (76 Wo.)Gospel | Livealbum   |
| 2017                 | The Bloody Win                  | — | Gospel1 (22 Wo.)Gospel |             |
| 2022                 | All Things New                  | — | Gospel2 (74 Wo.)Gospel |             |
| 2023                 | All Things New: Live in Orlando | — | Gospel11 (15 Wo.)Gospel | Livealbum   |

Weitere Alben
- Ideas & Concepts (als Tye & GA, 2000, Eigenproduktion)
- Anyhow! (EP, 2021)
- Pandemic Praise! (EP, 2021)
- Work It Out! (EP, 2021)

### Lieder
- Everything Part I, Part II (2005)
- Victory (2006)
- Stand Out (2008)
- Hold On (2008)
- Fresh (2010)
- Keep Me (2010)
- Little Drummer Boy (2012)
- If He Did It Before … Same God (2013)
- He Turned It (2013)
- What Can I Do (2014)
- Work It Out (2016)
- Live! (2018)
- We Gon’ Be Alright (2020)
- Anyhow (2021)
- New (2022)
- Get Up (2022)
- Only One Night Tho (2023)

Gastbeiträge
- We Are Victorious / Donnie McClurkin featuring Tye Tribbett (2014)
- Chasing Me Down / Israel & New Breed featuring Tye Tribbett (2016)
- You / Snoop Dogg present Tye Tribbett (2018)

## Auszeichnungen
Grammy Awards
- 2007
  - Nominierungen: Best Gospel Performance / Best Gospel Song für Victory; Best Contemporary R&B Gospel Album für Victory Live!
- 2009
  - Nominierung: Best Contemporary R&B Gospel Album für Stand Out
- 2014: Best Gospel Song für If He Did It Before … Same God; Best Gospel Album für Greater Than [Live]
  - Nominierung: Best Gospel/Contemporary Christian Music Performance für If He Did It Before … Same God [Live]
- 2023
  - Nominierungen: Best Gospel Performance/Song für Get Up; Best Gospel Album für All Things New
- 2024: Best Gospel Album für All Things New: Live in Orlando